# Randy Shilts
Randy Shilts (8 de agosto de 1951 - 17 de febrero de 1994) fue un periodista, escritor y activista gay estadounidense. Trabajó como reportero independiente para  The Advocate y el San Francisco Chronicle, además de para las cadenas de televisión del área de la Bahía de San Francisco.

## Biografía

### Infancia y juventud
Nació el 8 de agosto de 1951 en Davenport (Iowa), aunque se crio en Aurora (Illinois), en el seno de una familia conservadora de clase media con cinco hermanos.  Estudió periodismo en la universidad de Oregón, donde trabajó en el periódico universitario, Oregon Daily Emerald, convirtiéndose en un editor galardonado. Durante su época en la universidad salió del El armario declarándose públicamente gay a la edad de 20 años, presentándose a la asamblea escolar con el lema "Come out for Shilts" (sal por Shilts). Se graduó en 1975.

### Carrera periodística
A pesar de haberse graduado entre los primeros de su promoción, encontró muchas dificultades para encontrar un puesto fijo como periodista, debido al ambiente homófobo imperante en los periódicos y cadenas de televisión de la época. Tras varios años trabajando como reportero independiente fue contratado como corresponsal de la sección de nacional en el San Francisco Chronicle en 1981, convirtiéndose en "el primer reportero abiertamente gay con una columna en la prensa mayoritaria de Estados Unidos." Casualmente, el mismo año de su entrada, el sida empezó a ser una noticia de dominio público y pronto Shilts se dedicó a cubrir la historia del desarrollo de la enfermedad y sus consecuencias médicas, sociales y políticas.
En paralelo a su labor periodística Shilts, se dedicó además a escribir tres libros de tema histórico sobre el movimiento gay, sus derechos civiles y el desarrollo del sida.

### Enfermedad y muerte
Shilts no quiso hacerse los test de VIH hasta completar su libro sobre el sida And the Band Played On, preocupado porque los resultados pudieran interferir en su objetividad como escritor. Finalmente resultó ser VIH positivo en marzo de 1987. Aunque estuvo tomando el tratamiento de AZT contra el VIH durante muchos años no hizo público el diagnóstico de su enfermedad hasta poco antes de morir.
En 1992 Shilts sufrió una neumonía que le colapsó un pulmón, al siguiente año padeció de sarcoma de Kaposi. En una entrevista en The New York Times en la primavera de 1993, Shilts afirmó que:

El HIV es realmente un forjador de carácter. Ha hecho que vea todas las cosas superficiales a las que nos aferramos como ego y vanidad. Por supuesto preferiría tener unas pocas células T más y un poco menos de caracter.

Shilts murió a la edad de 42 años en su rancho de Guerneville del condado de Sonoma, dejando a su pareja, Barry Barbieri, su madre y hermanos. Tras un funeral en la Glide Memorial Church, Shilts fue enterrado en Redwood Memorial Gardens de Guerneville.

## Obra
Además de su labor como periodista, Shilts escribió tres libros que alcanzaron los puestos de más vendidos y recibieron buenas críticas. Su primer libro fue The Mayor of Castro Street: The Life and Times of Harvey Milk (El alcalde de la calle Castro: la vida y época de Harvey Milk]], una biografía del primer político abiertamente gay de San Francisco, Harvey Milk, que fue asesinado por un rival político, Dan White, en 1978. El libro fue innovador al ser escrito en una época en la que la idea de una biografía de un político gay era completamente nueva.
El segundo libro de Shilts (1980–85), And the Band Played On: Politics, People, and the AIDS Epidemic (Y la banda siguió tocando: políticos, gente y la epidemia del sida; en español editado como En el filo de la duda), que se publicó en 1987, ganó el Stonewall Book Award dándole fama como escritor en todo el país. And the Band Played On es una exhaustiva crónica de la primera época de la enfermedad del sida en los Estados Unidos, en el que culpaba al gobierno de la situación y la comparaba con un genocidio. El libro se ha traducido a siete idiomas, y en 1993 se hizo una película de la HBO basada en él, con la intervención de conocidos actores dramatizando las situaciones del documental, como Matthew Modine, Richard Gere, Anjelica Huston, Phil Collins, Lily Tomlin, Ian McKellen y Alan Alda, entre otros. El docudrama recibió 20 nominaciones y 9 premios, entre los que destaca el Emmy de 1994 a la mejor película realizada para la televisión.
Su último libro, Conduct Unbecoming: Gays and Lesbians in the US Military from Vietnam to the Persian Gulf (Conducta impropia: gais y lesbianas en el ejército de EE. UU. desde Vietnam hasta el Golfo Pérsico), se publicó en 1993 y examina la discriminación en el ejército estadounidense contra los homosexuales. Shilts y su ayudante realizaron un millar de entrevistas para preparar el libro y el último de sus capítulos fue dictado desde la cama del hospital donde Shilts se encontraba ingresado.
El estilo de Shilts destaca por su poder narrativo, al intercalar historias personales con informes políticos o sociales. Shilts se consideraba un escritor periodístico según la tradición de Truman Capote y Norman Mailer. No se alteró por la falta de entusiasmo inicial despertada por su propuesta de una biografía de Harvey Milk, y volvió a usar el concepto por su utilidad, según afirmó el propio Shilts :

Leí Hawaii de James Michener. Eso me dio el concepto para el libro, la idea de tomar a las personas y usarlas como vehículos, símbolos para diferentes ideas. Así tomaría el acercamiento a su vida y época para contar la historia del movimiento gay usando a Harvey como vehículo principal.

## Críticas y elogios
Aunque Shilts fue aplaudido por despertar la conciencia pública en temas como los derechos civiles de los gais y la crisis del sida, también fue fuertemente criticado por un sector de la comunidad gay (incluso fue escupido en la calle Castro) por pedir la clausura de las saunas gays de San Francisco como medida para frenar la expansión del sida. Shilts mantuvo su opinión a pesar de ser llamado «traidor a los suyos» por otro periodista del área de la bahía. En una nota que incluyó en The Life and Times of Harvey Milk, Shilts expresó su creencia de que es parte de la labor de un reportero de opinión mantenerla por encima de las críticas:

Sólo puedo responder que traté de decir la verdad, y si no ser objetivo, al menos ser justo; no se sirve a la historia cuando los reporteros valoran el temor y el decoro por encima de la sólida tarea periodística de contar la historia completa.

Shilts también fue criticado por algunos sectores de la comunidad gay por otros asuntos, como por ejemplo su oposición a la controvertida práctica del outing de gays y lesbianas destacados, que ocultaban su orientación sexual.
A pesar de todo esto, su labor periodística fue elogiada por otros muchos, tanto en la comunidad gay como en la heterosexual, que lo consideraron como «el cronista preeminente de la vida gay y el portavoz de los temas gays.» Shilts fue galardonado con el premio al autor destacado de 1988 por la Sociedad americana de periodistas y escritores, el lectorazgo Mather de la Universidad de Harvard en 1990, y el premio a la labor de toda su vida de la Asociación nacional de periodistas gays y lesbianas en 1993.
En 1999 la facultad de periodismo de la Universidad de Nueva York colocó los reportajes sobre el sida de Shilt para el  Chronicle de 1981 hasta 1985, en el puesto 44 en la lista de las 100 obras más importantes del periodismo de los Estados Unidos del siglo XX.

## Legado
Shilts legó 170 cajas de papeles, notas y archivos de investigaciones a la sección de historia de la biblioteca pública de San Francisco. Cuando falleció planeaba un cuarto libro sobre la homosexualidad en la Iglesia católica.
Como apuntó un colega periodista, a pesar de su temprana muerte, Shilts reescribió la historia, salvando una parte de la historia del olvido. Respecto a And the Band Played On el historiador Garry Wills escribió: «Este libro será a la liberación gay lo que fue Betty Friedan al primer feminismo y Silent Spring de Rachel Carson al ecologismo.» El fundador de NAMES Project, Cleve Jones, describió a Shilts como un héroe y calificó sus libros como  «sin duda las obras más importantes de la literatura relativas a las personas gais.»
Tras su muerte, su viejo amigo y asistente explicó la motivación que tenía Shilts: «Eligió escribir sobre temas gais para el gran público precisamente porque quería que las demás personas supieran cómo es ser gay. Si no lo sabían ¿cómo iban a cambiar las cosas?»
En 1998 se colocó un monumento conmemorativo recordando a Shilts en la Hall of Achievement (sala de logros) de la facultad de periodismo de la Universidad de Oregón honrando su negativa a ser «recluido en los límites que la sociedad le ofreció. Como  gay fuera del armario, se forjó un lugar en el periodismo, siendo no sólo innovador, sino influyente internacionalmente y cambiando la forma en que los medios cubrieron la información sobre el sida.» Un reportero del San Francisco Chronicle añadió a los logros de su «descarado y valiente» colega:

Quizás debido a que Shilts sigue siendo polémico entre algunos gays no hay ningún monumento dedicado a él. Tampoco hay una calle con su nombre, como hay para otros escritores de San Francisco como Jack Kerouac y Dashiell Hammett...  El único monumento a Shilts es su obra. Él sigue siendo el cronista más preclaro de la historia gay estadounidense del siglo XX.